# Chou tin dik tong wah
Chou tin dik tong wah é um filme de Hong Kong de 1987, do gênero drama, realizado por Mabel Cheung (ou Mable Cheung).

## Sinopse
Uma mulher tem que escolher entre um namorado rico, que é incrivelmente mimado, ou um ambulante mal cuidado e inculto. Ela descobre que não é necessário casar com o homem que ama.

## Elenco
- Chow Yun-Fat (ou Yun-Fat Chow).... Figgy / Samuel Pang
- Cherie Chung.... Jennifer
- Danny Chan Bak-Keung.... Vincent
- George G. Colucci.... estudante
- Ozzy Kid.... líder da gangue
- Brenda Lo.... May-Chu May
- Gigi Wong Suk Yee.... sra. Sherwood